# 내 형제의 연인들 : 가족이 보고있다
내 형제의 연인들: 가족이 보고있다는 E 채널을 통해 방영되는 대한민국의 TV 프로그램이다. KST 기준 매주 일요일 오후 9시에 방영되었다. 한 회 분량은 60분이며 2019년 6월 16일부터 7월 21일까지 방영되었다.

## 포맷
- 내 딸의 남자들 : 아빠가 보고 있다의 스핀오프이다.

## 호스트
- 이수근 (희극인)
- 김희철 (가수)
- 황보라
- 장윤희
- 규현 (스페셜 호스트 - 에피소트 6)

## 캐스팅
- 이말년
- 박성광
- 정태우
- 키썸